# Aeroporto di Machačkala
L'aeroporto di Machačkala-Ujtaš (in russo: Аэропорт Махачкала-Уйташ) (IATA: MCX, ICAO: URML) è un aeroporto internazionale nella Repubblica del Daghestan a sud delle città di Machačkala e Kaspijsk nella Russia europea.

## Strategia
L'aeroporto di Ujtaš è base tecnica ed hub principale della compagnia aerea russa Daghestan Airlines che gestisce l'aeroporto di Ujtaš.

## Dati tecnici
L'aeroporto di Machačkala dispone di una pista attiva di classe B di cemento armato di 2.640 m х 42 m.
L'aeroporto è stato attrezzato per l'atterraggio/decollo e la manutenzione dei seguenti modelli di velivoli: Antonov An-2, Antonov An-12, Antonov An-24, Antonov An-26, Antonov An-28, Antonov An-30, Antonov An-32, Antonov An-72, Antonov An-74, Ilyushin Il-18, Ilyushin Il-76, Tupolev Tu-134, Tupolev Tu-154, Tupolev Tu-204, Tupolev Tu-214, Yakovlev Yak-40, Yakovlev Yak-42, Let L-410.
Il peso massimo al decollo dalla pista aeroportuale è di 100 t.
La pista dell'aeroporto è stata attrezzata con il sistema PAPI ed è aperta 24 ore al giorno.

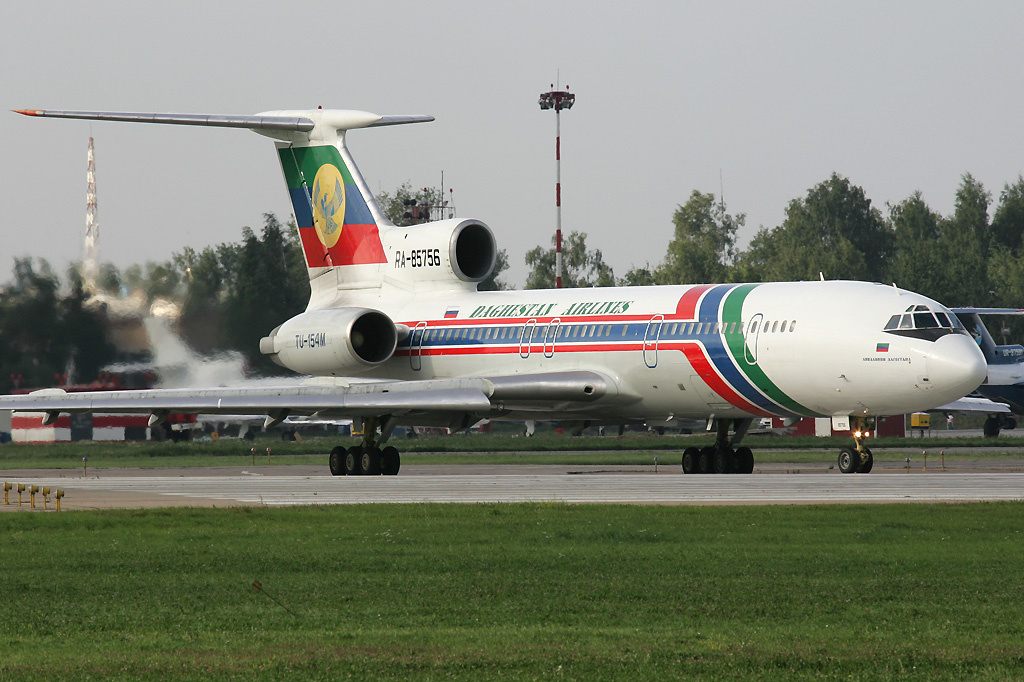
Tupolev Tu-154M della Daghestan Airlines all'aeroporto di Mosca-Vnukovo